# Cotesia rubecula
Espèce
Synonymes
- Apanteles rubecula Marshall, 1885[2]

Cotesia rubecula est une espèce d'insectes hyménoptères de la famille des Braconidae. Elle parasite des larves de lépidoptères, mais peut, à son tour, être parasitée par la guêpe hyperparasite Lysibia nana.

## Systématique
L'espèce Cotesia rubecula a été initialement décrite en 1885 par le révérend Thomas Ansell Marshall (d) sous le protonyme d’Apanteles rubecula.

## Publication originale
- (en) Rev. T. A. Marshall, « Monograph of British Braconidae. Part I », Transactions of the Royal Entomological Society of London, Royal Entomological Society, vol. 33, no 1,‎ 1885, p. 1-280 (ISSN 0035-8894 et 2056-5259, OCLC 1125695995, DOI 10.1111/J.1365-2311.1885.TB00886.X, lire en ligne).